# Podomyrma abdominalis
Podomyrma abdominalis é uma espécie de formiga do gênero Podomyrma, pertencente à subfamília Myrmicinae.